# Кулор
Куло́р (фр. Coulaures) — коммуна во Франции, находится в регионе Аквитания. Департамент — Дордонь. Входит в состав кантона Иль-Лу-Овезер. Округ коммуны — Перигё.
Код INSEE коммуны — 24137.

## География
Коммуна расположена приблизительно в 410 км к югу от Парижа, в 135 км северо-восточнее Бордо, в 25 км к северо-востоку от Перигё.
По территории коммуны протекают реки Иль и Лу.

### Климат
Климат умеренный океанический со средним уровнем осадков, которые выпадают преимущественно зимой. Лето здесь долгое и тёплое, однако также довольно влажное, здесь не бывает регулярных периодов летней засухи. Средняя температура января — 5 °C, июля — 18 °C. Изредка вследствие стечения неблагоприятных погодных условий может наблюдаться непродолжительная засуха или случаются поздние заморозки. Климат меняется очень часто, как в течение сезона, так и год от года.

## Население
Население коммуны на 2010 год составляло 733 человека.
| 1962 | 1968 | 1975 | 1982 | 1990 | 1999 | 2010 |
| ---- | ---- | ---- | ---- | ---- | ---- | ---- |
| 822  | 754  | 726  | 696  | 743  | 682  | 733  |

## Администрация
| Период | Период | Фамилия      | Партия                              | Примечания |
| ------ | ------ | ------------ | ----------------------------------- | ---------- |
| 1980   | 1989   | Поль Манья   |                                     |            |
| 1989   | 2008   | Ален Гишар   | Французская коммунистическая партия |            |
| 2008   | 2020   | Корин Дюкрок | беспартийный                        | техник     |

## Экономика
В 2010 году среди 470 человек трудоспособного возраста (15-64 лет) 310 были экономически активными, 160 — неактивными (показатель активности — 66,0 %, в 1999 году было 67,6 %). Из 310 активных жителей работали 285 человек (149 мужчин и 136 женщин), безработных было 25 (15 мужчин и 10 женщин). Среди 160 неактивных 53 человека были учениками или студентами, 81 — пенсионерами, 26 были неактивными по другим причинам.

## Достопримечательности
- Церковь Св. Мартина (XII век). Исторический памятник с 1948 года[5]
- Часовня Нотр-Дам (XIII век). Исторический памятник с 1938 года[6]
- Замок Глан[фр.] (XV век). Исторический памятник с 1988 года[7]
- Замок Кус (XIV век). Исторический памятник с 1962 года[8]
- Замок Рей (XVI век). Исторический памятник с 1975 года[9]

## Фотогалерея
- Кулор
- Мэрия
- Церковь Св. Мартина
- Интерьер церкви Св. Мартина
- Часовня Нотр-Дам
- Протестантский храм
- Замок Глан
- Замок Конти
- Замок Кус
- Замок Рей
- Башня Жибули
- Голубятня
- Голубятня
- Мост через реку Лу